# У земљи крви и меда
У земљи крви и меда (енгл. In the Land of Blood and Honey) амерички је ратни и драмски филм из 2011. који је по свом сценарију режирала Анџелина Џоли. Такође, то је и редитељски деби глумице Анџелине Џоли, као и први играни филм глумаца Зане Марјановић и Горана Костића. Филм описује љубавну причу која се дешава током рата у БиХ, а премијерно је приказан 23. децембра 2011. године у САД. Европска премијера филма била је 12. фебруара 2012. године на Берлинском филмском фестивалу, али ван конкуренције. У Сарајеву, филм је премијерно приказан 14. фебруара у Олимпијској дворани Зетра.

## Радња
Радња филма је смештена у Сарајеву и његовој околини пре и током рата у БиХ. Муслиманка Ајла се спрема за састанак са српским полицајцем Данијелом. Они плешу у сарајевском ноћном клубу, када експлодира бомба коју су поставили Срби. Следећа сцена показује муслиманке које одводе у аутобус који их вози у српски логор, где су силоване. Један од српских војника који их одреда силује узима и Ајлу, али га зауставља Данијел, српски официр. Ајла преживљава тако што је закључана у соби у којој спава само са Данијелом. Пошто је Данијел син генерала ЈНА, он надгледа логор и самим тим је у прилици да штити Ајлу. Њихова веза постаје нејасна и у наставку филма њихов однос због конфликта улази у одређену конфузију. При том, једна од највећих препрека њихове везе постаје Данијелов отац. На крају, због сумње да му је Ајла сместила убиство, Данијел јој пуца у главу.

## Улоге
| Глумац             | Улога                            |
| ------------------ | -------------------------------- |
| Горан Костић       | Данијел Вукојевић                |
| Зана Марјановић    | Ајла Екмечић                     |
| Раде Шербеџија     | Небојша Вукојевић                |
| Ванеса Глођо       | Лејла                            |
| Никола Ђуричко     | Дарко                            |
| Бранко Ђурић       | Александар                       |
| Феђа Штукан        | Петар                            |
| Алма Терзић        | Хана                             |
| Јелена Јованова    | Есма                             |
| Ермин Браво        | Мехмет                           |
| Борис Лер          | Тарик                            |
| Горан Јевтић       | Митар                            |
| Јасна Бери         | Мејрема                          |
| Милош Тимотијевић  | Ђура                             |
| Александар Ђурица  | Марко                            |
| Миле Рупчић        | Старији српски официр 1          |
| Левенте Торколу    | Старији српски официр 2          |
| Рас Растодер       | Старији српски официр 3          |
| Фарук Прути        | Миралем                          |
| Леон Лучев         | Војник                           |
| Габор Пироч        | Човек који баца бомбе            |
| Ирена Муламухић    | Муслиманска жена упуцана у главу |
| Ермин Шијамија     | Вуц                              |
| Џана Пињо          | Нађа                             |
| Петар Видовић      | Борис                            |
| Долиа Гавански     | Маида                            |
| Тамас Хајду        | Никола                           |
| Маргарета Шабо     | Курва                            |
| Арпад Черник       | Муслимански затвореник           |
| Нусмир Мухаремовић | Снајпериста 1                    |
| Едис Жилић         | Снајпериста 2                    |
| Рида Чадор         | УН војник                        |
| Ефе Санчактар      | Дечак у стану 1                  |
| Емре Санчактар     | Дечак у стану 2                  |
| Владимир Грбић     | Полицијски официр у клубу        |
| Денес Балинд       | Школска гарда 1                  |
| Јанош Казор        | Школска гарда 2                  |
| Золт Загони        | Школска гарда 3                  |
| Мустафа Шантић     | Свирач хармонике                 |
| Дадо Јехан         | Вођа банде у клубу               |
| Јехан Јехан        | Члан банде у клубу 1             |
| Томислав Бензон    | Члан банде у клубу 2             |
| Самир Фочо         | Члан банде у клубу 3             |
| Мирза Халиловић    | Члан банде у клубу 4             |
| Ивана Папишка      | Члан банде у клубу 5             |
| Давид Клајтон      | Британски радио спикер           |

## Продукција
Џолијева је добила идеју да напише сценарио за ратну љубавну причу, након што је посетила Босну и Херцеговину као амбасадор добре воље УН. По завршетку сценарија, окупила је продукцијски тим и обезбедила финансирање пројекта под називом Безимена босанска љубавна прича. Када је дошло време да продукцијски тим одабере редитеља, Анџелина је одлучила да то буде она. Након што су одржани кастинзи и аудиције, њено име је намерно изостављено са пројекта. Када је откривено да је Анџелина Џоли написала сценарио, доста медија је било пријатно изненађено.
У јулу 2010, са већ скоро завршеним филмом, продуценти су ступили у контакт са српским тајкуном и медијским магнатом, Жељком Митровићем, како би користили музичке студије и студије за снимање у власништву његове ТВ Пинк у Шимановцима. Међутим, он је одбио да послује са њима, са образложењем да иако има велике симпатије према Анџелини Џоли и да врло поштује њен лик и дело, нажалост, она је препуна предрасуда о Србима. Додао је и да зна да сарадња с њом отвара врата великог филмског бизниса, али да не жели бити део нечега што по ко зна који пут представља Србе као вечне лоше момке.
Филм је сниман у Будимпешти и Естергому током октобра и новембра 2010. године. Улоге су у потпуности припале локалним глумцима из различитих делова Југославије, од којих су многи преживели рат. Џолијева је изјавила како је разговарала са глумцима о њиховим искуствима током рата и покушала да их инкорпорира у филм. Такође, филм је снимљен у две верзије - једна на енглеском, а друга на српском језику. Џолијева је као разлог на писање и режирање филма дала да је то урадила како би се људи подсетили на преживеле у рату који се десио у новијој историји. У интервјуу са Кристијаном Аманпур, Џоли је рекла да осећа одговорност да се упозна са ратом веома детаљно и додала да је то рат наше генерације. Изјавила је како је филм базиран на причи о највећем геноциду у Европи још од Другог светског рата, те да је изабрала домаћу екипу глумаца, јер је мислила да о овом рату није довољно испричано. Додала је како зна да је филм тежак, али да током два сата гледалац пролази кроз нешто веома тешко, нешто што су ови људи преживљавали годинама, те да су њихова искуства тежа од било каквог филма.
Током снимања филма, медији су лажно пренели да је тематика филма о муслиманки која се заљубљује у српског силоватеља, што је изазвало протесте бошњачког удружења Жене жртве рата, те су оне затражиле одузимање дозволе за снимање.

### Оптужбе за плагијат
У септембру 2011, Хрват босанског порекла, аутор, новинар и редитељ Јосип Кнежевић — познатији као Џејмс Бредок — оптужио је Анџелину Џоли да је украла текст његовог романа Сламање душе, који је објављен у децембру 2007. године. Кнежевић тврди да је према доступном синопсису филма, сценарио готово идентичан причи књиге. Такође, тврдио је да је покушао да контактира продуценте филма у фази производње, али су га игнорисали, те је тада најавио своју намеру да тужи Џолијеву. Дана 2. децембра 2011, поднео је тужбу против Џолијеве, продуцента Едина Шаркића, као и неколико компанија које су учествовале у снимању филма пред америчким Окружним судом у Чикагу који има јурисдикцију над Северним Илиноисом.
Током интервјуа за Лос Анђелес тајмс, Анџелина је изјавила да је сценарио комбинација бројних књига и документарних филмова, а посебно људских прича, те да спорну књигу никада није прочитала. Такође, као изворе навела је радове новинара Петера Маса и Тома Гјелтена.
Дана 29. марта 2013. године главни судија Федералног суда донео је одлуку у корист Џолијеве, уз објашњење да „како су читањем књиге и гледањем филма примећене неке сличности, али да то није довољно да би се Бредокова тужба сматрала оправданом.“

## Пријем
Филмски писци су дали позитивне коментаре након прегледа трејлера за филм. Новинарка Кристијана Аманпур, који је извештавала о рату у Босни, на премијери у Њујорку филм је окарактерисала као изузетан и храбар, док га је Весли Кларк, који је био војни саветник током сукоба, назвао невероватним. Журка после премијере одржана је на крову Стандард хотела у Њујорку и ко-спонзорисао га је институт за интелектуалне услуге Савета за иностране односе министарства спољне политике САД, чији је Анџелина члан, као и Women for Women International, организација за женска права. Пишући колумну за Вашингтон пост, Ричард Коен је похвалио филм, видећи га као оптужницу за колебљиву америчку реакцију на злочине који су почињени над муслиманима у Босни, као и одобрење америчком вођењу интервенција, као што су војне акције у Либији.
Након што је филм приказан представницима 11 несрпских удружења жртава рата на посебном скринингу у Сарајеву, Мурат Тахировић, шеф удружења ратних заробљеника, изјавио је да је Џолијева погодила суштину рата у БиХ и показала све битне детаље који су се дешавали у БиХ почевши од логора, па до оног најстравичнијег злочина силовања. Председница удружења Сребреничке мајке, мајки жртава сребреничког масакра, Хатиџа Мехмедовић, која је раније говорила против Анџелининог филма након медијске гласине, изјавила је како је финални производ заиста одличан филм, објективан и искрен, и захвалила се Џолијевој за њене интелектуалне и финансијске инвестиције.
Са друге стране, представници српских удружења су оптужили Џоли да је српске жртве дискриминисала и изједначила са злочинцима.
На премијери филма у Москви активисти удружења „Руски образ“ прекинули су пројекцију развивши транспарент и узвикивали су „Стоп убијању Срба“, „Зауставите лажи“, „Срби - браћа“ и „Босна - српска земља“.
У разговору са новинарком Дубравком Лакић Џоли је изјавила да "покушава да учини нешто за мир у региону "као и да "Американци не разумеју ни где је ни шта је Балкан, која је која страна. У филму, ако имате обе стране у униформама, тешко их је разликовати. Тешко је разликовати ко је ко, јер сви ви с тих простора личите једни на друге."

## Критике

### Реакције на филм
Глумац Драган Бјелогрлић је био први Србин који је гледао филм на премијери у Лос Анђелесу. Изашао је након пола сата пројекције филма, а касније је изјавио да је Анџелинин филм баналан, површан и претенциозан.
Режисер Емир Кустурица је оценио да је Анџелинин филм у служби холивудске пропаганде, те додао да и редитељски деби сматра лошим филмом као и већину других.
Глумац Небојша Глоговац одбио је главну мушку улогу у филму уз објашњење да у филму не постоји добар Србин, као и да је сценарио "раван, празан, без покрића, и није добро направљен".
Амерички новинар српског порекла Вилијам Дорић, писац 6 књига о историји Балкана је истакао за филм да је то покушај кинематографског геноцида. Изнео је и податке да је отац Анџелине Џоли похађао Степинчеву католичку школу у Њујорку, а тврди да је филм финансиран новцем из Саудијске Арабије.
Међународна иницијатива за праћење антисрбизма објавила је анализу филма која „открива несумњиву антисрпску пристрасност, до те мере да у филму није приказана ниједна српска жртва и ниједан ратни злочинац а да није Србин."
Поглавар Исламске заједнице у Босни и Херцеговини Мустафа Церић рекао је да је филм најбоље што се десило БиХ после потписивања Дејтонског споразума. Церић је додао да је филм изузетно значајан за Босну и Херцеговину, цели регион и за Бошњаке, као и да је филм доказ агресије и геноцида над бошњачким народом.
Босанскохерцеговачки режисер Адемир Кеновић изјавио је како је Анџелинин филм је неизмерно велики догађај за Босну и Херцеговину, као и за цели простор и окружење. Додао је да је Џолијева пренела на велики екран само исечак свега ружног што се десило, те да је филм ментална серија електро-шокова који су се уистину догађали.
Просечна оцена на IMDb је 4,5 од 10 на основу 27.586 гласова (17. мај 2020).

### Награде
Удружење америчких продуцената доделило је филму награду Стенли Крејмер намењену филмовима који се баве друштвеним питањима. Директори Хавк Коч и Марк Гордон изјавили су да је У земљи крви и меда изванредан филм који приказује сложену љубавну причу током страхота рата у Босни и Херцеговини, којим су посебно биле погођене жене.